# چنار (ششتمد)
چنار، روستایی از توابع بخش شامکان و در شهرستان ششتمد استان خراسان رضوی ایران است.

## جمعیت
این روستا در دهستان ربع شامات قرار داشته و بر اساس سرشماری سال ۱۳۸۵ جمعیت آن ۲۰۳ نفر (۵۸ خانوار)
بوده است.